# Debreceni torma
A debreceni, hólyagos, vagy magyar torma (Armoracia macrocarpa) méteresre is megnövő fehér, keresztesvirágú növény. Jellegzetessége az érett állapotban 10–15 milliméter hosszú, rekeszenként körülbelül 10 magkezdeményt magába záró becőketermés. Termésének nagy méretére utal tudományos fajneve és régi magyar elnevezése, a hólyagos torma is. (Édes-, ungvári és magyar tormának is nevezték, s Jávorka szerint régebben termesztették is.)
A termetében és megjelenésében egyaránt hasonló, ártereken, vízpartokon, nedves réteken, árokszéleken elvadultan is élő, kelet-mediterrán elterjedésű közönséges torma (Armoracia rusticana) közeli rokona, de annak termései gömbösek, kisebbek és rekeszenként csak 4–6 magvúak. Függőleges, elágazó gyöktörzséért régóta termesztett és nagyra becsült fűszernövény, de emellett gyógynövény is. Mindkét tormafaj levelei nagyok és változatosak; lehetnek tojásdad alakúak, lándzsásak vagy szárnyasan szeldeltek.

## Elterjedése
A debreceni torma előfordulása nem szorítkozik a cívisváros környékére, mint azt a neve alapján gondolhatnánk, a Kárpát-medencén kívül találkozunk vele még Bulgária és Románia Duna-menti tájain; a Pannon-alföld és a Duna-táj endemikus (bennszülött) növények sorába tartozik. Elsősorban a Tiszántúlon, a Tisza és a Duna mentén él, az ország más részeiről – így a Somogy vármegyei Mikéről, Tolnából, Szekszárd mellől és a Mátrából (Recsk) – származó előfordulási adatai hosszú ideje megerősítetlenek, illetve bizonytalanok. Szikesedő mocsarak szegélyén, ártereken, mocsárréteken tenyészik, májustól júliusig virágozhat. Védett növények, természetvédelmi értéke 10 000 Ft.